# اسپرینگفیلد (جورجیا)
اسپرینگفیلد، جورجیا (به English: Springfield, Georgia) یک شهر در ایالات متحده آمریکا با جمعیت ۲٬۵۲۰ نفر است که در ایالت جورجیا واقع شده‌است.

## موقعیت جغرافیایی
موقعیت جغرافیایی شهرها و مناطق اطراف به شرح زیر است: